# Macugonalia fritilla
Macugonalia fritilla är en insektsart som beskrevs av Young 1977. Macugonalia fritilla ingår i släktet Macugonalia och familjen dvärgstritar. Inga underarter finns listade i Catalogue of Life.